# 費利佩·馬蒂奧尼
費利佩·馬蒂奧尼（Felipe Mattioni Rohde）是巴西的一位足球運動員。在場上司職後衛，有時也可勝任中場角色。他現在效力于西班牙足球甲級聯賽球隊西班牙人足球俱樂部。